# Haloaleurodiscus mangrovei
Haloaleurodiscus mangrovei är en svampart som beskrevs av N. Maek., Suhara & K. Kinjo 2005. Haloaleurodiscus mangrovei ingår i släktet Haloaleurodiscus, ordningen Russulales, klassen Agaricomycetes, divisionen basidiesvampar och riket svampar.   Inga underarter finns listade i Catalogue of Life.